# 15030 Matthewkroll
A 15030 Matthewkroll (ideiglenes jelöléssel 1998 VA15) a Naprendszer kisbolygóövében található aszteroida. A LINEAR projekt keretében fedezték fel 1998. november 10-én.